# Cielę

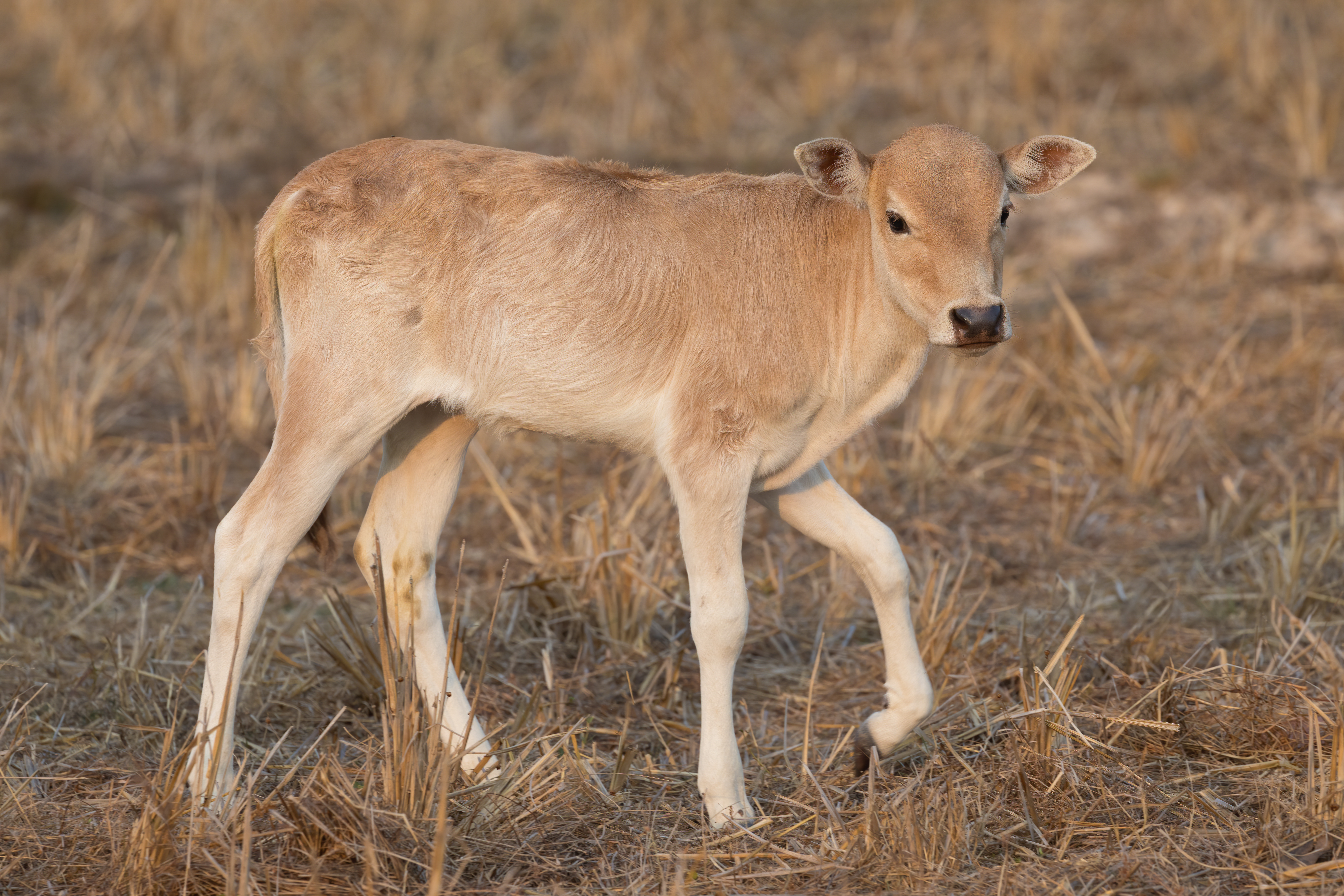
Cielę bydła domowego

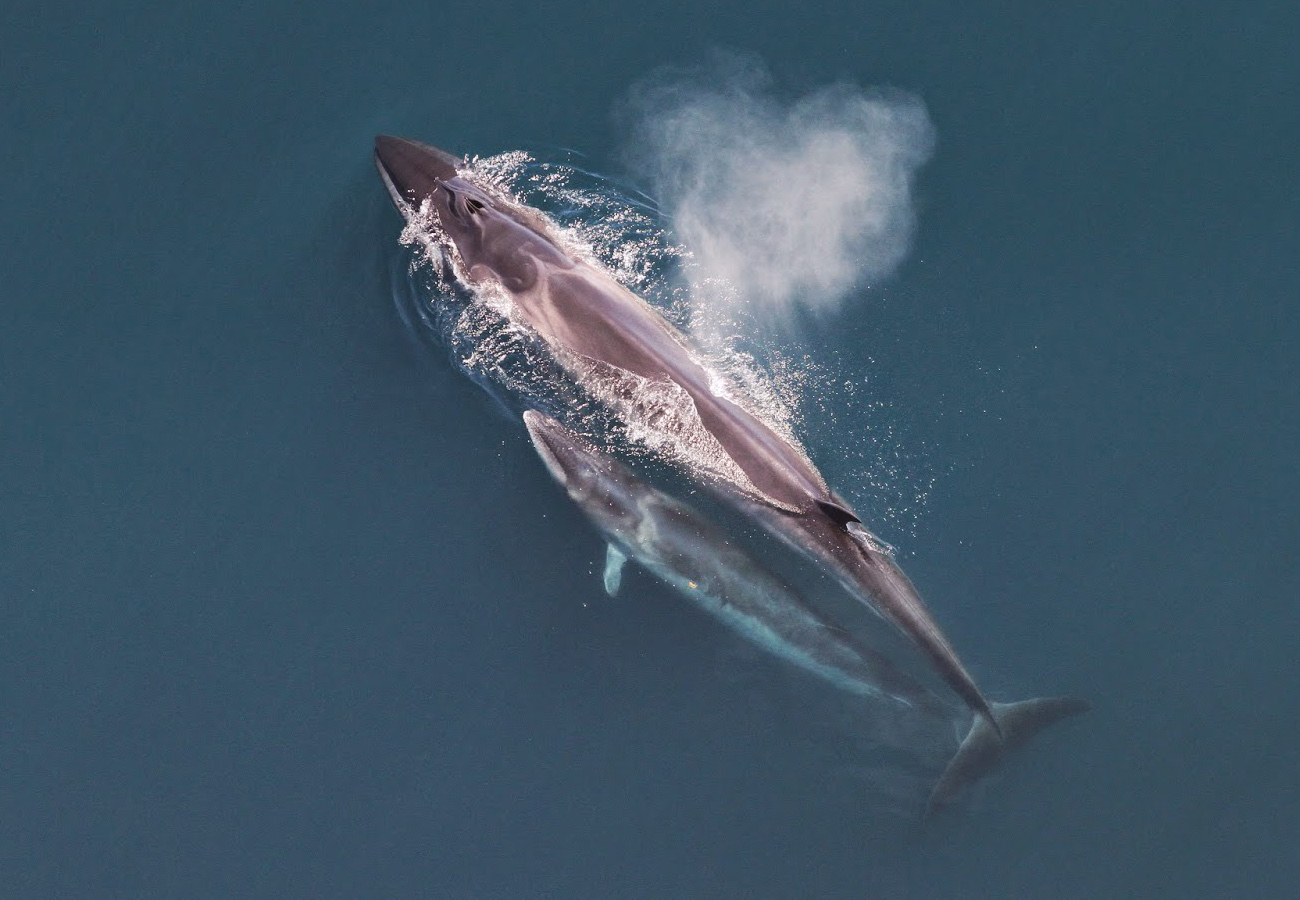
Płetwal czerniakowy z cielęciem

Cielę, cielak – młode bydła domowego (choć nazwą tą określa się też młode niektórych innych ssaków, m.in. jeleni, bizonów, wielbłądów, słoni, żyraf, hipopotamów, nosorożców, fok, łosi, wielorybów i niektórych płetwonogich). Narodziny cielaka nazywane są cieleniem.